# Preben Østerfelt
Preben Richard Østerfelt (født 15. oktober 1939, død 30. april 2021) var en dansk skuespiller og instruktør.
Han blev uddannet som skuespiller fra skuespilskolen ved Aalborg Teater i 1961. Herefter arbejdede han først ved teatret og siden i tv.
I perioden 1965-1970 uddannede han sig til instruktør fra filmakademiet i Lodz i Polen. Dette mundede ud i, at han i 1990 skrev og instruerede spillefilmen Farlig leg. Siden arbejdede han som instruktør, men mest i Polen.
Preben Østerfelt sad en overgang i bestyrelsen for Det Danske Filminstitut.
Han var gift med dukkemager, dr.odont. Frances Østerfelt.

## Udvalgte film
- Premiere i helvede (1964)
- Familien Gyldenkål (1975)
- Hip Hip Hurra (1987)
- Farlig leg (1990)